# 간첩 리철진
《간첩 리철진》은 대한민국의 범죄 코미디 영화이다. 1999년 5월 15일에 개봉되었다.

## 줄거리
'북한의 식량난 해결'이라는 막중한 임무를 띠고 남파된 대남 공작요원 '리철진' 30년 경력을 자랑하는 베테랑 고정간첩 오 선생과의 첫 접선을 위해 서울로 향하던 그는 우연히 그러나 남한사람들과 다름없이 행동하고자 택시합승을 하지만 4인조 택시강도단에게 가지고 온 가방을 통째로 털리고 빈털털이가 되어 낯선 남한 땅에서 표류한다. 2차접선에서 어렵게 만난 리철진과 불멸의 간첩 오 선생은 철진이 택시강도를 당했다는 말에 자질을 의심하지만 리철진은 꽤 진지하고 담백한 놈이며 불의를 당하고도 어쩔 수 없이 나약한 북에서 온 간첩이 분명하다는 것을 알게 된다. 철진에게 주어진 시간은 단 일주일. 남한에서 개발된 슈퍼돼지 유전자의 샘플을 입수해 북으로 가져가는 것이 그의 임무다. 남파 첫날의 악몽스러운 사건을 계기로 삭막한 남한사회의 풍토에 눌려 잔뜩 움추려 있던 철진은 오 선생의 딸 화이의 따뜻한 배려로 서서히 문을 연다.

## 등장인물

### 주인공
- 유오성: 리철진 역
- 박인환: 오 선생 역
- 박진희: 화이 역

### 주변 인물
- 정영숙: 김명선 여사 역
- 신하균: 우열 역

### 그 외 인물
- 정규수: 택시 강도 대장 역
- 이문식: 어설픈 택시 강도 역
- 임원희: 총잡이 택시 강도 역
- 정재영: 잔머리 택시 강도 역
- 이기열: 공작원 1 역
- 박병택: 공작원 2 역
- 허기호: 공작원 3 역
- 박용수: 수사팀장 1 역
- 조선묵: 수사팀장 2 역
- 이철민: 수사요원 1 역
- 박상욱: 수사요원 2 역
- 전홍렬: 수사요원 3 역
- 박경환: 수사요원 4 역
- 배중식: 도로 간첩 역
- 정동국: 성민 역
- 김광석: 교관 역
- 조수혜: 도로 인질 역
- 송광수: 한강 사내 역
- 정수진: 연구원 1 역
- 김한선: 연구원 2 역
- 김승모: 연구원 3 역
- 천성진: 택시 부원 역
- 김대호: 무장강도 1 역
- 김필수: 무장강도 2 역
- 김형일: 어깨 1 역
- 유해진: 어깨 2 역
- 김상원: 남학생 역
- 김일웅: 경찰 역
- 김정희: 복권 학생 역
- 박철관: 경비 역
- 김병서: 특수경찰 1 역
- 양승병: 특수경찰 2 역
- 최민금: 청소 아줌마 1 역
- 석춘화: 청소 아줌마 2 역
- 조화성: 까페 주인 역
- 박지미: 북한 소녀 역
- 한송이: 버스 여자 역
- 박형문: 짱 역
- 윤제학: 주전자로 맞는 아이 역

### 특별감사출연
- 유태균: 최 박사 역
- 손현주: 우열 선생 역
- 명경수: 은행원 역
- 김영웅: 택시기사 역

## 제작진
- 감독/각본: 장진
- 조감독: 김정권, 김승모, 이성호, 박철관, 조장호
- 기록: 김은실
- 원안: 정진안
- 촬영: 이석현
- 촬영부: 조용현, 김영운, 최태춘, 한지원, 임창환
- 조명: 최성원
- 조명부: 김지훈, 이재명, 정성철, 김준모, 유태종, 조우현
- 그립: 이태관, 홍순철
- 키그립: 김학수, 김태영
- 스틸: 김진원
- 기획: 조철현
- 제작: 이준익
- 프로듀서: 김성제
- 제작부장: 김상범, 손세훈
- 제작투자: 양재혁
- 동시녹음: 이충환
- 음향효과: 유재광
- 음향: 강대성, 김윤겸
- 음악: 한재권, 이영호
- 미술: 조융삼, 조화성, 김정태
- 특수효과: 정도안 (데몰리션)
- 분장: 박미정, 이상훈
- 의상: 이수정, 이화숙
- 편집: 김상범, 김재범
- 소품: 최승영
- 특수분장: 이성훈
- 시각효과: DGFX, WELLPIG
- 시각효과부문: 박관우
- 마케팅: 김민경, 윤진아
- 메이킹: 정근섭
- 아트팀: 김경진, 윤은아
- 소품팀: 고재동, 박미정, 양범석
- 의상팀: 윤민, 배윤정, 이성은
- 분장팀: 경우미, 김기선
- 특수효과팀: 방성철, 김광수, 유영일, 유민상, 김우성
- 시각효과프로듀서: 정정의
- 시각효과 아티스트: 이전형, 한영우, 박광진, 김수훈, 정성환
- 편집팀: 이도원
- 사운드편집: 최정원
- 대사정음: 홍윤성
- Foley: 육태서
- 음악편집: 김정아
- 광학녹음: 박기영
- 음악편집: 이중희
- 오리지널 스코어: 한재권
- 레코딩 엔지니어: 김선중, 강경림
- 믹싱엔지니어: 고종진, 김대성
- 음반프로듀서: 이영호
- 녹음부: 정광호, 안대환
- 로케이션매니저: 김상범
- 광고사진: 손기철
- 광고디자인: 최민성
- 프로덕션매니저: 손세훈
- 총무: 이미현
- 스테디캠: 김석진, 최규대
- 자막: 주광동
- 옵티컬: 서광열
- 일본 옵티컬: Sony Pcl
- 일본 옵티컬 진행: 정연원
- 특수장비: 영상시대
- 지미집: 박천복, 이재인, 홍순택
- 운송: 이경형, 신순식
- 발전차: 정진우, 김승렬
- 카메라대여: 영화진흥공사
- 발전차: 신영필름
- 필름: 홍성곤
- 특수총기류: 메탈자켓
- 보조출연: 진성예술, 예인

## 사운드트랙
| #             | 제목                                  | 가수            | 재생 시간 |
| ------------- | ------------------------------------- | --------------- | --------- |
| 1.            | 〈오프닝〉                            |                 | 1:40      |
| 2.            | 〈You Can Get It If You Really Want〉 | 지미 클리프     | 3:47      |
| 3.            | 〈간첩출현〉                          |                 | 3:18      |
| 4.            | 〈서울, 간첩의 왈츠〉                 |                 | 2:17      |
| 5.            | 〈스승의 은혜〉                       |                 | 3:47      |
| 6.            | 〈남남북녀〉                          |                 | 4:07      |
| 7.            | 〈암살〉                              |                 | 3:47      |
| 8.            | 〈Ecstasy〉                           | 러스티드 루트   | 5:02      |
| 9.            | 〈운명대여〉                          |                 | 3:47      |
| 10.           | 〈잠입〉                              |                 | 1:57      |
| 11.           | 〈전학가는 친구〉                     |                 | 4:27      |
| 12.           | 〈유전자 탈취〉                       |                 | 4:26      |
| 13.           | 〈철진 스케치〉                       |                 | 1:36      |
| 14.           | 〈허무〉                              |                 | 2:12      |
| 15.           | 〈Arioso〉                            | 스티브 어키아가 | 3:25      |
| 16.           | 〈이방인 ('간첩 리철진' 주제가)〉     |                 | 5:02      |
| 총 재생 시간: | 총 재생 시간:                         | 총 재생 시간:   | 54:37     |